# Max (magazine)
Pour les articles homonymes, voir Max.
Max est un magazine masculin fondé en Italie en 1985 par Paolo Pietroni (it) puis édité dans plusieurs pays européens : l'Allemagne, l'Espagne, la Grèce et la France. L'édition française est parue entre 1988 et 2006.

## Historique
Magazine à large cible masculine, il est le pendant masculin des magazines féminins, associant dès ses débuts et dans de diverses proportions selon les périodes et les pays, la mode, la culture et le charme. Le magazine n'hésite pas à utiliser la provocation, les titres choc et les photos dénudées.  

### Max France
L'édition française de Max voit le jour en 1988 : « Max (20 F), dont le premier numéro a été tiré à 150 000 exemplaires, sera dans les kiosques jusqu'en février 1989 » annonce le Monde dans son édition du 11 novembre 1988. Le magazine est lancé dans une période de déclin de la presse de charme et de difficultés de la presse de mode masculine : L’Officiel Homme disparaît avant de reparaitre dans la nouvelle formule du Magazine de L’Optimum ; Vogue Hommes ne mise pas sur une édition "grand public". Max qui s’inspire d’un concept italien réunit ces deux formules. Édité par "France Edition Publication", la branche presse du groupe Hachette, en association avec Rizzoli-Corriere della Sera (RCS), le magazine est alors un pionnier du renouveau de la presse masculine en France et le leader de ce secteur jusqu'à la restructuration de ce dernier au début des années 2000.    
En 1991, Max diffusait 69 000 numéros mensuels et a doublé son tirage en 2001. Après avoir été acquis par le groupe Excelsior Publications en 1998, il a été racheté en 2003 par le groupe britannique Emap Media, par ailleurs propriétaire de FHM. En 2005, après une baisse entre 2003 et 2004, c'était le seul des magazines masculins français à progresser mais de seulement 1,68 % pour une DFP de 81316 exemplaires.
En 2006, après la reprise de la filiale française d'Emap par le groupe italien Mondadori appartenant à Silvio Berlusconi, le nouveau propriétaire annonce la suspension de la parution de l'édition française : « La direction aurait d'ores et déjà tranché sur le cas des mensuels masculin 'Max' (diffusion France payée 92 386 ex., selon l'OJD 2005-2006) et féminin '20 ans' (DFP 103 239 ex.). La parution de ces titres non rentables serait suspendue après les numéros datés de décembre. Le groupe se refuse à tout commentaire. »

### Max Italie
Lancé en Italie en 1985 par RCS, en 1988  Max Italie mensuel y était vendu à 78 600 exemplaires. Repris dans les années 2000 par S'REGIE le mensuel atteignait jusqu'à 715 000 de lecteurs (source éditeur). L'édition papier a cessé de paraitre en 2013.  

### Max Allemagne
En Allemagne, Max a été lancé en 1991 et a cessé de paraitre en 2008. Parmi ses rédacteurs en chef, il a compté, entre 2001 - 2004, Georg Streiter, le futur porte-parole adjoint du gouvernement fédéral.

## Ligne rédactionnelle

### Années Hachette - Rizzoli: 1989 - 1997
« Max, est un mensuel grand format de 172 pages, qui met en scène des "héros positifs" appartenant au monde du show-business (le chanteur Sting, les comédiens Isabelle Huppert, Dennis Quaid), du sport (le footballeur Khidiatouline) et de la mode (Rosemary Mac-Grotha). Il publie aussi des enquêtes (sur la génération Gorbatchev) et des pages mode. »
« Dès les tout premiers numéros, comme le définit Claude Jeancolas, son rédacteur en chef, Max se [voulait être] le magazine d'une nouvelle génération qui reflète l'âme au masculin comme au féminin. ».
Le magazine vise un public jeune et son premier rédacteur en chef annonce une aspiration culturelle : « Puis, il y a dix ans, il s'est trouvé que j'ai créé un journal pour les jeunes, en France, qui s'appelait MAX. À l'époque il était plutôt intellectuel, d'une certaine façon : il racontait la vie des héros du monde moderne, donnant de l'espoir à tous les jeunes, car le héros ne devient héros que parce qu'il y a chute. Chuter, ce n'est pas très grave, le héros par contre à la force de sortir de cette chute et Rimbaud était typique de cette quête là. J'avais commeneé l'éditorial du premier numéro avec une citation d'une lettre de Rimbaud à Izambard qui disait : "vous ne ferez jamais rien de votre vie n'ayant jamais rien voulu en faire". Ce qui voulait dire qu'avant de décider quoi que ce soit, il faut déjà vouloir faire quelque chose de sa vie. Et je n'ai jamais reçu autant de courrier, à peu près trois cents lettres, de jeunes de dix huit à vingt cinq ans qui étaient enthousiastes parce qu'ils retrouvaient un espoir dans cette citation de Rimbaud particulièrement, et aussi le désir d'entreprendre. ».
Rédacteurs en chef et collaborateurs :
- Claude Jeancolas (rédacteur en chef, 1989 - ?) ;
- Pierre Vavasseur (rédacteur en chef)[15],[16] ;
- Jean-Pierre Vrignaud (rédacteur en chef adjoint)[17],[18] ;
- Ariel Wizman (journaliste pigiste)[19] ;
- Marc Dolisi (directeur de la rédaction, 1995-1998)[20],[21].

### Années remaniements: 1997-2006
Vers 1997, « la presse masculine est à la recherche d'un nouveau printemps. Les deux titres du groupe Excelsior, Max et M magazine, remettent ainsi à plat leur maquette. Chez Max, le chantier est confié à Marc-Antoine Serra, un indépendant tout juste embauché avec son équipe. « Nous mettons en place la forme du journal, plus élégante et moins banale, après avoir porté beaucoup d'attention au fond », explique Tiziana Humler, directrice déléguée. ». 
La nouvelle équipe du magazine revendique alors son aspiration à s'approcher de la ligne éditoriale du magazine Playboy et de proposer un contenu journalistique de meilleure qualité avec des reportages et enquêtes journalistiques le rapprochant des magazines généralistes. Max était alors « un des magazines masculins traditionnels qui allie la culture et le charme ». « Max a renouvelé sa ligne éditoriale pour « tout reconcevoir selon une identité masculine très marquée », avec une dimension actualité, politique... mais aussi une forte identité sexuelle : les femmes dénudées ou légèrement vêtues d’un bikini se succèdent en une, entourées de titres pour le moins accrocheurs ». En 2000, malgré les changements opérés, le magazine est qualifié  de "people" dans un article du Monde Diplomatique consacré au marché français de la presse masculine. Entre aspirations de ses rédactions et la perception du magazine, Max n'a jamais été un magazine facile à classifier, tout comme la plupart des magazines masculins français.   
En 2004, le magazine essayait de monter encore en gamme : « La nouvelle maquette signée Christian Kirk-Jensen (ex-DA de Nova magazine) entend servir une volonté d'esthétisme, notamment dans l'illustration photographique. Le titre insiste également sur le traitement de la mode, de la consommation et de l'actualité de la nuit. Il propose encore des city guides des grandes villes françaises ou internationales et Fight zone, une nouvelle séquence de huit pages d'infos de société « chocs ». Et toujours du sexe, beaucoup de sexe. ».
Rédacteurs en chef et collaborateurs :
- Laurent Bon (directeur de la rédaction, 1996)[26],[27] - jusqu'en juillet 2001[28] ;
- Marc-Antoine Serra (directeur artistique, 2000-2004)[29] ;
- Olivier Malnuit (2001-2002 : 3 mois)[30] ;
- Christian Kirk-Jensen (directeur artistique, 2004 - ?)[31] ;
- Samuel Loutaty[32] ;
- Fabien Henrion[33],[34] (rédacteur en chef de 2001 à 2006) « Fabien Henrion de Max à Canal+. Fabien Henrion - Divers @ PresseNews »(Archive.org • Wikiwix • Archive.is • Google • Que faire ?), sur pressenews.fr (consulté le 2 juin 2015)</ref>).www.pressenews.fr/.../deux-co-redacteurs-en-chef-remplacent-fabien-henri...

## Visuel
Les couvertures des premiers numéros mettent en images des hommes : Christophe Lambert (nr. 2), Jean-Marc Barr (nr. 3). Rapidement, les photos des top-modèles (Carla Bruni, Claudia Schiffer, Estelle Hallyday, Emma Sjoberg...) mais aussi des actrices et chanteuses (Béatrice Dalle, Sophie Marceau, Mathilda May, Vanessa Paradis, Sylvie Vartan...) et des stars internationales comme Madonna, font la couverture du magazine. Les séries de mode les mettant en images associent non seulement des personnalités et des stylistes et couturiers les plus innovants du moment (Azzedine Alaia, Lionel Cros, Jean-Paul Gaultier, Thierry Mugler .... ) mais aussi sont souvent signées par des photographes français et internationaux en vogue : Helmut Newton, Steven Meisel, Philippe Robert, Jean-Baptiste Mondino... Le magazine s'associe ainsi à la première vague du fétichic et participe à la promotion du phénomène des top-models.   
Le magazine mise dès ses débuts sur les visuels accompagnant les numéros, comme les posters de grande taille reproduisant les images de la série de mode dont était tirée la couverture. Le magazine multiplie les formules de publication de ses images. Ainsi, « les meilleures ventes de Max en 1999, ont été réalisées grâce à l’association d’un calendrier mettant en scène des playmates et mannequins, au numéro de décembre. ». En 1998, l'édition italienne fait appel à Helmut Newton pour photographier Monica Bellucci pour le calendrier 1999 du magazine.  
En février 2008, l'édition italienne de Max republie une couverture et une série de mode de Carla Bruni-Sarkozy "dénudée" dans des tenues de Lionel Cros, prises par le photographe Philippe Robert pour Harper's Bazaar Italia et parues dans le magazine en 1992. Ce numéro était accompagné d'un poster avec un nu de la top-modèle signé par un autre photographe[réf. souhaitée].   
L'édition italienne du magazine alterne les couvertures mettant en images des personnalités hommes et femmes.  